# Семенков, Вячеслав Юрьевич

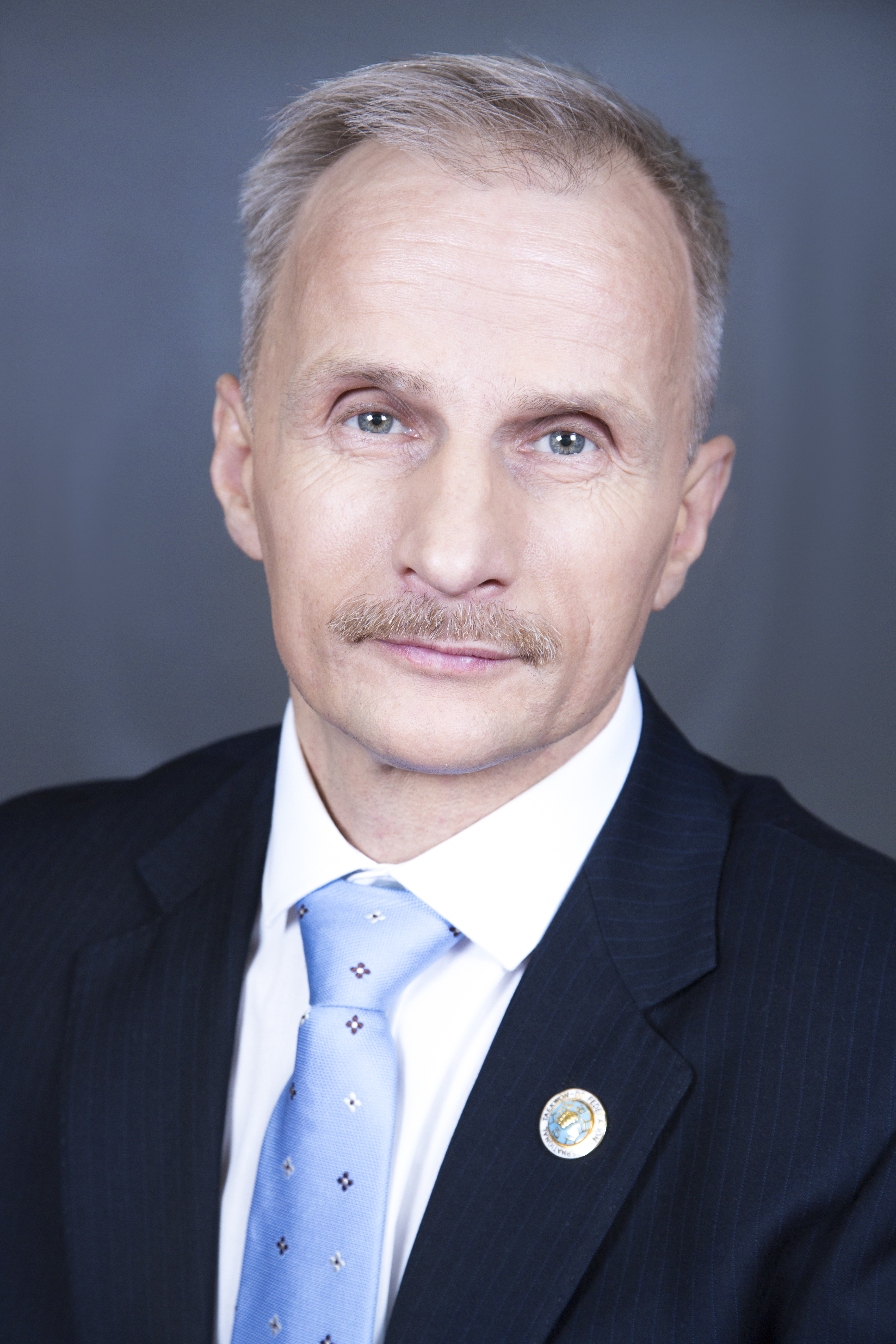
Президент Латвийской Федерации Таэквон-до

Вячеслав Юрьевич Семенков (лат. Vjačeslavs Semenkovs, род. 9 сентября 1963 года, Рига, Латвийская ССР, СССР) — латвийский спортсмен, тренер, общественный деятель. С 1989 года Президент Латвийской Федерации Таэквон-до. С 2013 года по 2023 год — президент Латвийской Ассоциации ММА.

## Биография
Родился в Риге 9 сентября 1963 года, папа Юрий Петрович Семенков, мама Лилия Ильинична Семенкова. В 1980 году окончил 22 Рижскую среднюю школу, а в 1985 году — Латвийский институт физической культуры и спорта по специальности «педагогика и специалист по спорту». С 1983 года начал работать тренером по акробатике в Рижской гимнастической школе олимпийского резерва, получив звание кандидата в Мастера спорта СССР по спортивной акробатике.
С сентября 1985 года по апрель 1987 года Вячеслав Семенков проходил военную службу в танковом батальоне Добеле.
Вячеслав Семенков является основателем Латвийской федерации Таэквон-до (1989 год), которую возглавляет со дня основания и является президентом федерации по настоящее время. Для этого он в 1988 году отправился для изучения Таэквон-до сначала в Россию, а затем в Корею. В 2019 году Таэквон-до ITF (Tekvon-do) получил официальное признание в Латвии как отдельный вид спорта и Латвийская федерация Таэквон-до получила статус официально признанной спортивной федерации.
В 2013 году стал одним из основателей и возглавил Латвийскую Ассоциацию ММА. На протяжении долгих лет он совмещает руководство организациями с личными тренировками и тренерской деятельностью.

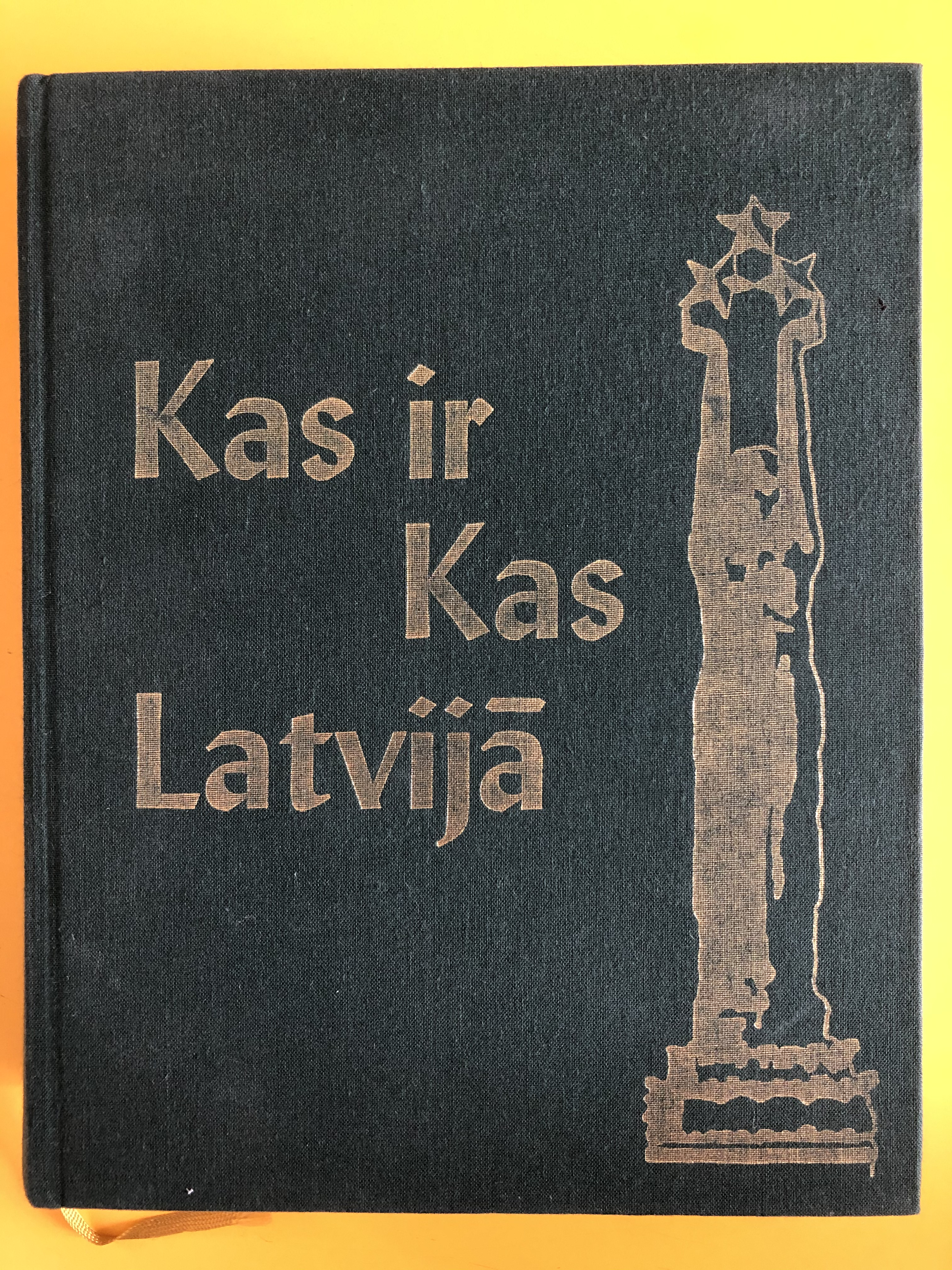

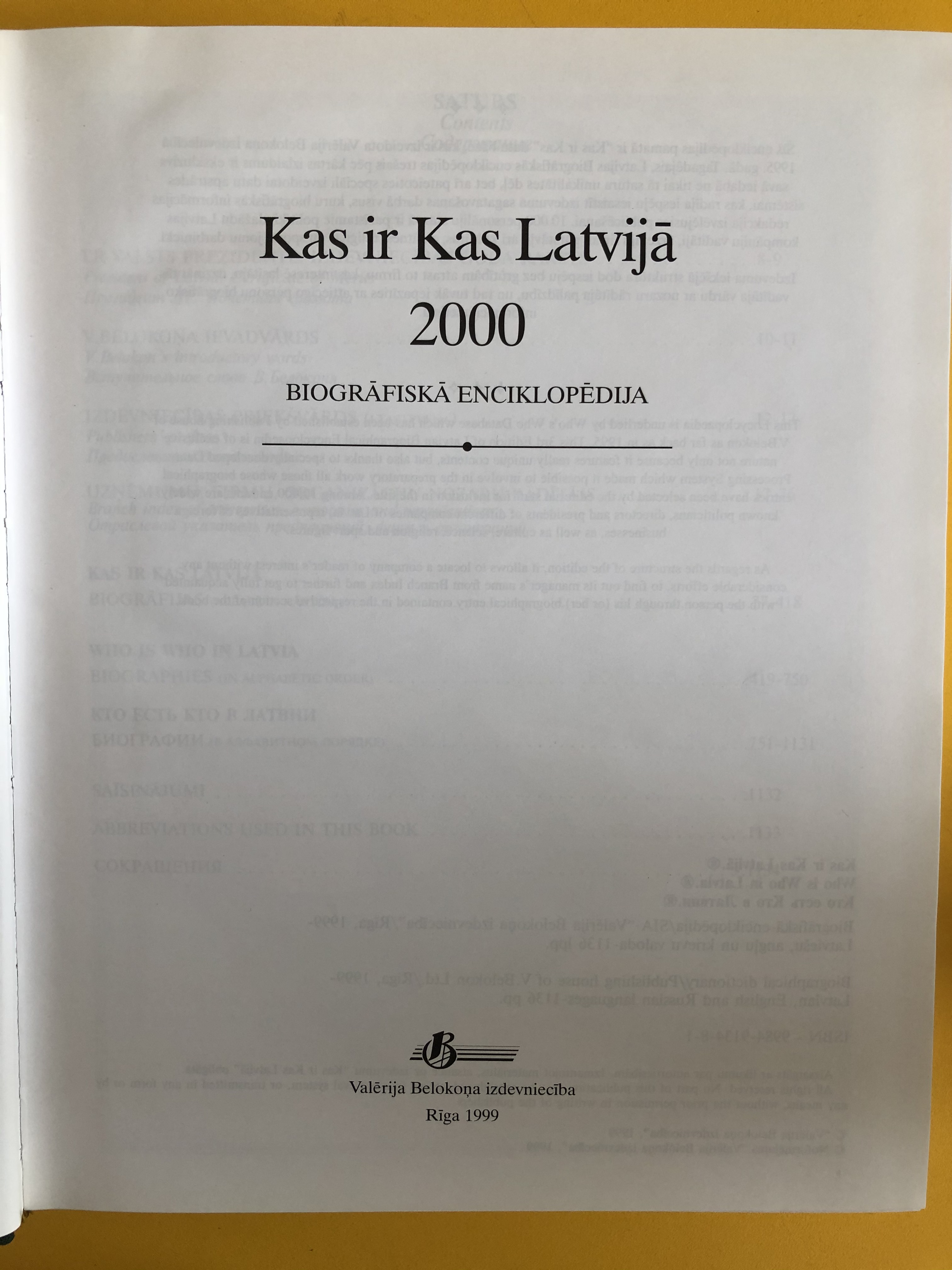

Вячеслав Семенков занесен в латвийскую энциклопедию «Kas ir Kas Latvijā 2000 (Who is Who in Latvia 2000). Biogrāfiskā enciklopēdija (Biographical dictionary)». Также информация о нём, как одном из первопроходцев Таэквон-до в СССР и Латвии, хранится в музее Таэквон-до в Корее.

## Спортивная карьера
С 1972 года начал заниматься спортивной акробатикой в обществе «Трудовые резервы» (Рига) под руководством тренера Геннадия Кобзева. Неоднократно становился победителем и призером различных, как региональных, так и республиканских соревнований по спортивной акробатике в составе детско-юношеской сборной Латвийской республики.
9 сентября 1979 года прошел жесткий отбор в открывшуюся Школу карате СЭН’Э в Калнгале, в котором участвовало 1500 человек. Несмотря, на занятия по карате, продолжал тренировки и по спортивной акробатике, получив звание «Кандидат в Мастера спорта СССР». Его первым тренером по единоборствам в Риге был Сергей Травин, тренировки проходили каждый день, по несколько часов, а каждая свободная минута посвящалась карате. Позже, в Москве занимался карате у тренера Тадеуша Касьянова.
В копилке личных спортивных достижений — победы на различных турнирах, в том числе две серебряных медали на Чемпионатах СССР Вооруженных Сил и армии по карате (1982, 1983). В 1988 году Вячеслав завоевал золото на Чемпионате СССР Вооруженных Сил и армии по карате.
В том же году, Вячеслав принял участие в семинаре по карате, который проходил в Москве. По приглашению Комиссии Таэквон-до СССР на семинар прибыли два корейских инструктора: Ли Енг Сок (6 Дан) и Синь Иль Сунг (4 Дан). Имевший к тому времени 10-летний стаж занятий карате в корейской школе СЭН’Э, а также его коллега по секции карате Зигмунд Кейшс, были пионерами Таэквон-до в Латвии, начали изучение боевого единоборства с уровня белого пояса у Корейского Инструктора Ли Енг Сока. Семенков вспоминает: «Мы были просто тотально поглощены изучением Таэквон-до. Оно открывало перед нами непостижимые человеческие возможности, которые превращались в реальность на показательных выступлениях корейских мастеров. Для достижения серьёзных результатов в гибкости и улучшения физического состояния организма, мы отказались от мяса и полностью перешли на суровую систему питания по системе Валентины Шаталовой, очень популярной в те годы. Мы читали Поля Брэга и тренировались целыми днями, и даже по ночам, когда дежурили в спортклубе „Форлас“, так сильно захватывало нас это искусство, что большую часть суток мы проводили в спортзале. И не зря: результаты не заставили себя долго ждать». Вячеслава Семенкова и Зигмунда Кейшса, включили в состав сборной команды СССР, а летом 1989 года они отправились в Корею для совместных тренировок со сборной КНДР и участия в соревнованиях на Кубок Мира по Таэквон-до, на которых собрались представители 27 стран мира. В конце почти месячного пребывания в Пхеньяне спортсмены из Латвии успешно сдали экзамен на чёрный пояс 1-й степени (1-й дан). Это были первые чёрные пояса по Таэквон-до в Латвии и Советском Союзе. Их обладатели получили официально признанный во всём мире международный сертификат от имени ИТФ за подписью самого основателя Таэквон-до — генерала Чой Хон Хи. В 1989 году, вернувшись в Латвию, Вячеслав продолжил тренировки по Таэквон-до. Многие его ученики и сподвижники по школе Карате последовали за ним. К концу 1989 года, в Латвии была организована федерация Таэквон-до, а её первым и бессменным руководителем стал Вячеслав Семенков. В неё вошли также группы начинающих из городов Ливаны и Цесис.
Личные спортивные достижения по Таэквон-до — серебряная медаль по тулям на Чемпионате Европы (1991 год), две бронзовые медали (туль, спарринг) на Чемпионате СССР (1991 год).
С 2017 года по настоящее время является единственным обладателем 8 дана и звания «Мастер» по Таэквон-до в странах Балтии (International Taekwon-do Federation official website, ITF Masters)

## Тренерская карьера
Воспитал победителей и призёров чемпионатов Европы и мира, Кубка Мира и Европы: Полину Медведеву, Романа Морозова (Чемпионат мира — бронза (1992), Чемпионат Европы — бронза (1991)), Александра Григорьева (Чемпионат Европы — бронза (1991)), Армандса Шлярса, Шармену Лукашевич, Ромуальд Крупенков, Роман Изотов, Арсения Элкснина, Давида Паура (Чемпионат Европы — золото (2015)), Никита Филин, Матвей Элкснин, Настасья Кулик и другие.
Также Вячеслав продолжает тренировать спортсменов по смешанному единоборству (ММА — Mixed Martial Arts). Его воспитанники являются членами сборной Латвии по ММА и принимают участие не только в профессиональных боях по версиям GAMMA и IMMAF, но и на Чемпионатах Мира и Европы по любителям.

## Руководство Федерацией
Под руководством Вячеслава Семенкова Латвийской федерацией Таэквон-до были инициированы и стали традиционными следующие спортивные мероприятия:
- Открытый чемпионат Латвии по Таэквон-до «Latvian Championship» — начиная с 1991 г.
- Международный турнир по Таэквон-до «Amber Cup» — начиная с 2003 г.
- Международный командный турнир по таэквон-до «Open Riga» — начиная с 2011 г.
- Международные детско-юношеские игры «Baltic Tiger» — начиная с 2013 г.

Латвийская Федерация Таэквон-до продолжает оставаться в составе оригинальной Международной Федерации Таэквон-до, которую создавал еще в 1966 году Основатель боевого единоборства, Генерал Чой Хонг Хи, объединившей представителей более 130 стран. А латвийские спортсмены регулярно принимают участие в международных соревнованиях самых высоких рангов.
Под руководством Семенкова Латвийской Ассоциацией ММА были инициированы и стали традиционными следующие спортивные мероприятия:
- Открытый чемпионат Латвии по ММА «Latvian ММА Championship» — начиная с 2013 г.